# اکسیژناسیون غشایی برون‌پیکری

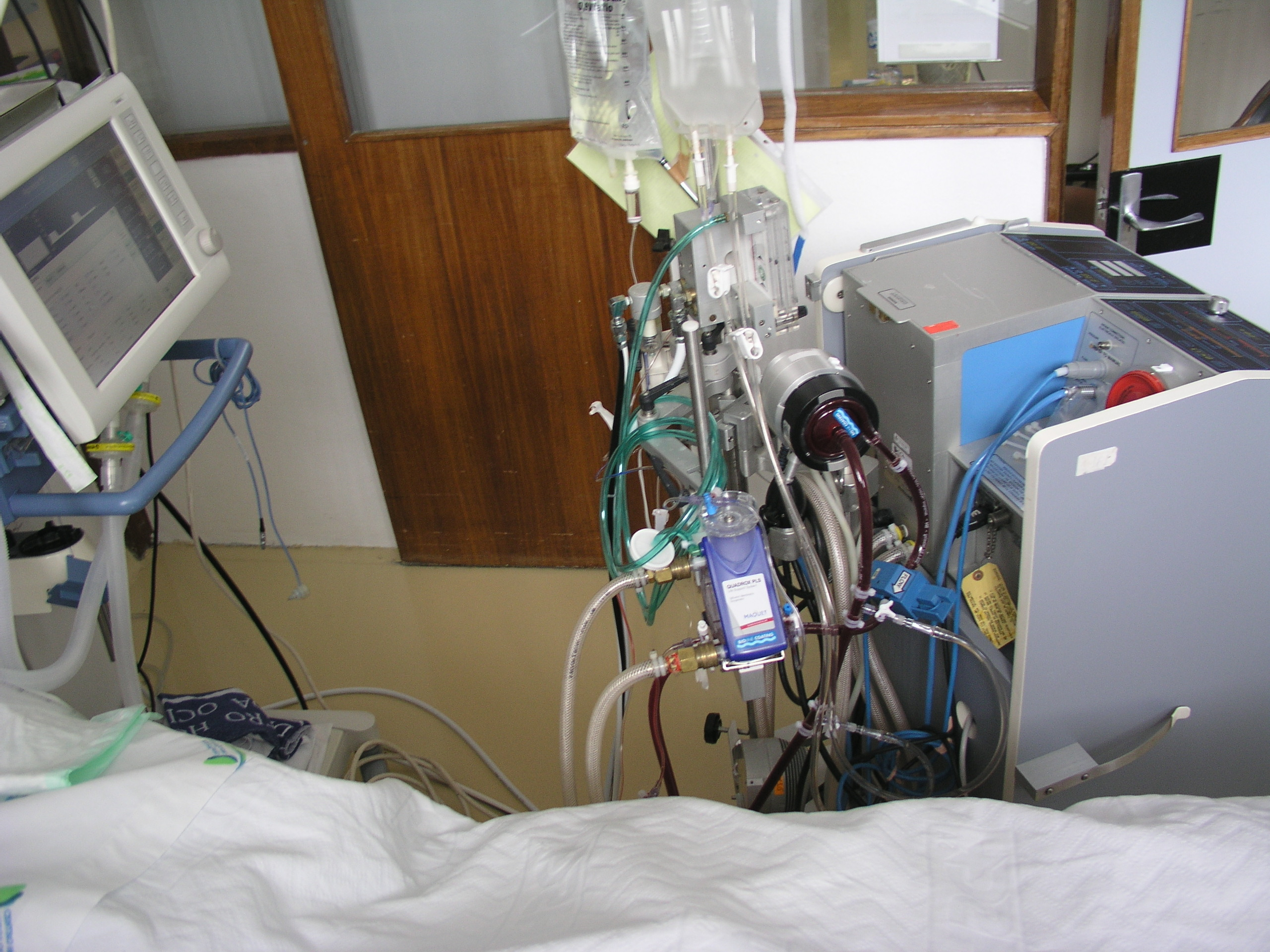
ECMO circuit

اکسیژناسیون غشایی برون‌پیکری (به انگلیسی: Extracorporeal membrane oxygenation) در مراقبتهای ویژه پزشکی، اکسیژناسیون غشایی برون‌پیکری یا حمایت حیاتی برون‌پیکری (extracorporeal life support) تکنیکی است که برای فراهم ساختن حمایت قلبی و تنفسی خارج از بدن با هدف احیای قلبی-تنفسی فردی که سیستم گردش خون و تنفس وی نمی‌تواند اکسیژن کافی برای ادامه حیات را فراهم کند به کار می‌رود. این دستگاه به جای قلب و ریه بیمار در خارج از بدن کار می‌کند.

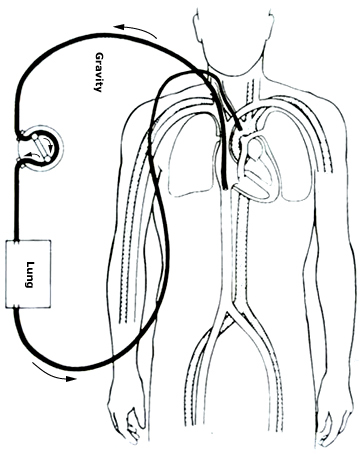
Veno-arterial (VA) ECMO for cardiac or respiratory failure.

## کاربرد
اکمو در بیمارستانهای ایران نیز به کار می‌رود. کاربردهای گوناگون اکمو در افرادی که دچار بیمارهای قلبی هستند شامل مواردی چون اختلال عملکرد قلب بعد از جراحی‌های قلبی یا پیوند قلب، نارسایی قلبی به دنبال میوکاردیت یا سندرم کرونری حاد، شوک کاردیوژنیک و مشکلات شدید ریوی که شرایط همودینامیکی نامناسبی پیدا کرده‌اند می‌باشد. دستگاه اکمو وظایف دو ارگان حیاتی بدن را انجام می‌دهد و برای بیماران تا زمان بهبودی کامل کاربری دارد.

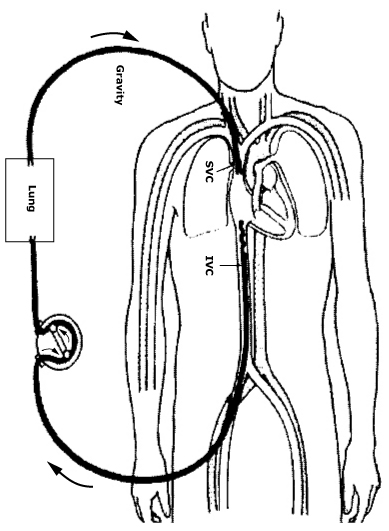
Veno-venous (VV) ECMO for respiratory failure.

## روش کار
روش کار اکمو به این صورت است که خون را از بدن خارج کرده دی‌اکسید کربن آن را جدا ساخته و گلبولهای سرخ خون را اکسیژنه می‌کند و سپس خون به داخل بدن بازمی‌گردد. این کار به دو روش انجام می‌شود، وریدی-شریانی (VA) و ورید-وریدی (VV).

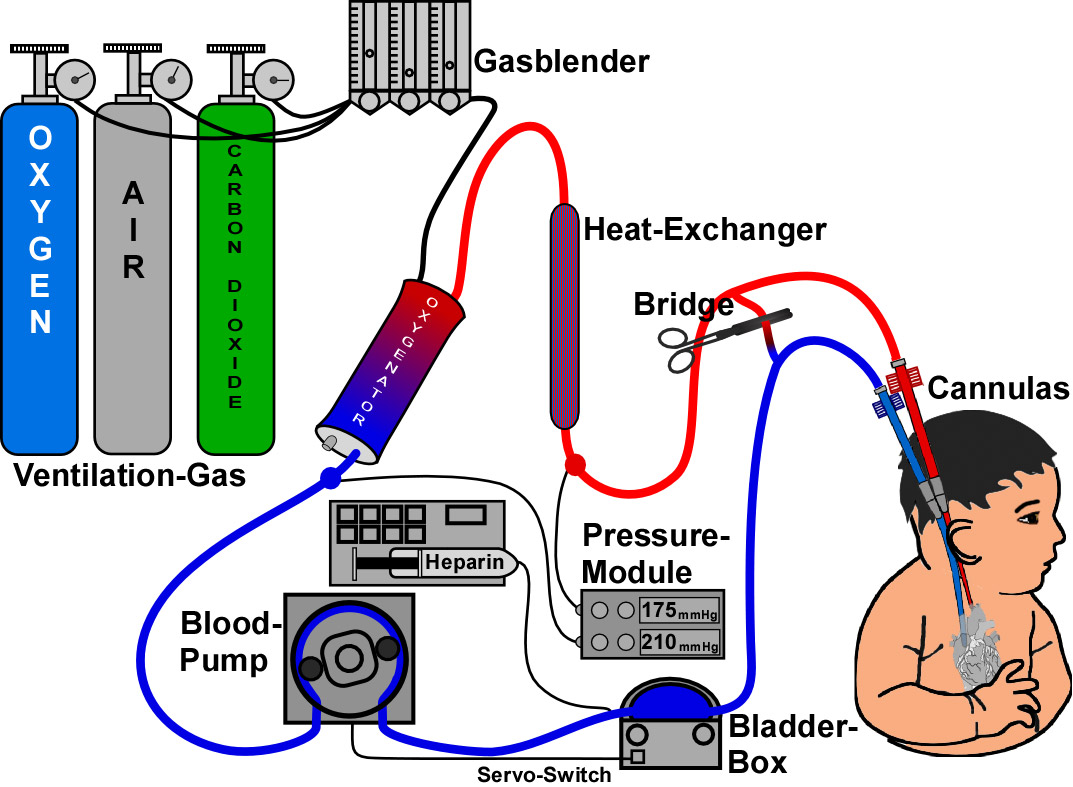
ECMO sketch